# Most nad Odrą (Buków-Krzyżanowice)
Most nad Odrą Buków-Krzyżanowice – most drogowy nad rzeką Odrą pomiędzy Bukowem w powiecie wodzisławskim (gmina Lubomia), a Krzyżanowicami w powiecie raciborskim (gmina Krzyżanowice). Przez most przebiega droga wojewódzka nr 936.
Most pierwotnie został wybudowany w 1881 lub 1890 roku. W latach 1922–1939 most znajdował się na granicy polsko-niemieckiej, którą na tym odcinku wyznaczała rzeka Odra. W 1945 roku niemieccy saperzy podminowali stalowy, trójprzęsłowy most. Planowano go wysadzić kiedy zaczną zbliżać się Rosjanie. Został on jednak zniszczony w inny sposób. W Wielki Piątek, 30 marca o godz. 15.00 przez most przejeżdżała wypełniona amunicją ciężarówka. Rosyjska artyleria stacjonująca wówczas w Rogowie ostrzeliwała wtedy okolicę, a jeden z pocisków trafił w jadącą przez most ciężarówkę. Wybuch ciężarówki zniszczył również most, a żołnierze radzieccy którzy wkroczyli do Krzyżanowic 20 kwietnia przeprawili się przez Odrę w okolicy Ligoty Tworkowskiej, gdzie znaleźli mieliznę na rzece. Po wojnie przeprawę odbudowano. W 1992 roku most poddano remontowi w związku z planowaną modernizacją mostu pomiędzy Olzą, a Zabełkowem (mostem w Krzyżanowicach na czas remontu mostu w Olzie miał prowadzić tymczasowy objazd, w związku z czym konieczne było wzmocnienie jego konstrukcji). Podczas powodzi tysiąclecia w 1997 roku most uległ zniszczeniu. 6 stycznia 1998 roku oddano do użytku tymczasowy most.
Zupełnie nowy most o żelbetonowej konstrukcji oddano do użytku w 2002 roku. Był to czwarty most w Polsce zbudowany metodą betonowania wspornikowego. Samorządy gmin Nędza oraz Rudnik, przy wsparciu powiatu raciborskiego oraz Urzędu Marszałkowskiego w Katowicach starały się o przeniesienie tymczasowego mostu w górę Odry, na drogę pomiędzy Ciechowicami, a Grzegorzowicami, w miejsce gdzie kursuje prom, ale starania te nie przyniosły rezultatu i most powrócił do wojskowych koszar.